# Дворняжка Ляля (телесеріал)
«Дворняжка Ляля» — український російськомовний телесеріал створений студією Front Cinema, який транслювався телеканалом «Україна» в 2014 році.

## Сюжет

### Перша частина: «Дворняжка Ляля»
17-річній дівчині з циганського селища Лялі Рубіновій дуже потрібні гроші, тому вона вирішує пограбувати будинок місцевих багатіїв Свиридових. У момент злочину Лялю ловить син господаря будинку Сергій. Але замість того, щоб викликати поліцію, хлопець пропонує грабіжниці одружитися з ним. Ляля погоджується на цю авантюрну пропозицію. Але чи відбудеться весілля? Це історія небезпечного любовного чотирикутника, з якого, після фатальних подій, вибралися, вижили та знайшли щастя лише двоє закоханих.

### Друга частина: «Красуня Ляля»
У продовженні головну героїню Лялю чекають нові випробування. Дівчина різко змінить спосіб життя, ім'я, зовнішність. Старе життя спокою не дасть.

### Третя частина: «Повернення Лялі»
Від подій другої частини минуло півроку. Багато чого змінилося в житті Лялі. Після всіх випробувань вона поїхала з міста і живе далеко від цивілізації. Зв'язок вона підтримує тільки з Ганною, яка без особливих причин не може порушувати відлюдний спосіб життя головної героїні. Через шість місяців особливий привід з'являється: гінеколог, який приймав пологи у Лялі, вмирає і перед смертю відкриває начальнику колонії Громову таємницю, а також признається, що продав Лялину дитину. Жінка вирушає на пошуки свого малюка.

## У ролях
| Актор                 | Роль              |
| --------------------- | ----------------- |
| Оксана Жданова        | Ляля              |
| Олександр Попов       | Сергій Свиридов   |
| Ада Роговцева         | Євгенія Черкасова |
| Костянтин Данилюк     | Микола Черкасов   |
| Надія Костюк-Маркова  | Марія Горохова    |
| Дмитро Лалєнков       | Іван Свиридов     |
| Оксана Сташенко       | Ольга Черкасова   |
| Федір Гуринець        | Слава             |
| Василь Мазур          | Гриша             |
| Павло Москаль         | Рамір             |
| Олена Рєпіна          | Нора Захарівна    |
| Віталій Іванченко     | Харитонов         |
| Вікторія Малекторович | Зінаїда           |
| Олена Турбал          | Жанна             |
| Марина Д'яконенко     | Людмила           |
| Аліна Разуменко       | медсестра         |